# Elecciones provinciales de San Juan de 1995
El 14 de mayo de 1995 se realizaron elecciones para elegir Gobernador, vicegobernador y 34 diputados provinciales. El resultado estableció que el gobernador Jorge Escobar fuera reelecto, conjuntamente con el presidente Carlos Menem.

## Reglas electorales
- Gobernador y vicegobernador electos por doble voto simultáneo.
- 45 diputados, la totalidad de los miembros de la Cámara de Diputados Provincial:
  - 26 diputados electos por toda la provincia de forma proporcional usando doble voto simultáneo.
  - 19 diputados electos por cada uno de los 19 departamentos en los que se divide la provincia, usando doble voto simultáneo.

## Resultados

### Gobernador y vicegobernador
| Lema                  | Lema                                      | Sublema                | Fórmula               | Fórmula                | Sublema               | Sublema               | Lema    | Lema  |
| Lema                  | Lema                                      | Sublema                | Gobernador            | Vicegobernador         | Votos                 | %                     | Votos   | %     |
| --------------------- | ----------------------------------------- | ---------------------- | --------------------- | ---------------------- | --------------------- | --------------------- | ------- | ----- |
|                       | Frente Justicialista Popular              | Frente de la Esperanza | Jorge Escobar         | Rogelio Rafael Cerdera | 125.107               | 91,21                 | 137.164 | 47,96 |
| Arriba mi Gente       | Frente Justicialista Popular              | Olga Riutort           | Roberto Basualdo      | 12.057                 | 8,79                  |                       | 137.164 | 47,96 |
|                       | Alianza Federal                           | Alternativa Federal    | Javier Caselles       |                        | 53.022                | 64,64                 | 82.021  | 28,68 |
| Garantía Federal      | Alianza Federal                           |                        |                       | 28.999                 | 35,36                 |                       | 82.021  | 28,68 |
|                       | Alianza Cívica                            | Cruzada Frente Grande  | Alfredo Avelín        |                        | 47.078                | 70,99                 | 66.317  | 23,19 |
| Unión Cívica Radical  | Alianza Cívica                            | Antonio De Tomaso      |                       | 15.834                 | 23,88                 |                       | 66.317  | 23,19 |
| Justicia Social       | Alianza Cívica                            |                        |                       | 3.405                  | 5,13                  |                       | 66.317  | 23,19 |
|                       | Partido del Trabajo y del Pueblo          | —                      |                       |                        | —                     | —                     | 248     | 0,09  |
|                       | Movimiento Socialista de los Trabajadores | —                      | José Mini             |                        | —                     | —                     | 267     | 0,09  |
| Votos positivos       | Votos positivos                           | Votos positivos        | Votos positivos       | Votos positivos        | Votos positivos       | Votos positivos       | 286.017 | 95,59 |
| Votos en blanco       | Votos en blanco                           | Votos en blanco        | Votos en blanco       | Votos en blanco        | Votos en blanco       | Votos en blanco       | 11.304  | 3,78  |
| Votos anulados        | Votos anulados                            | Votos anulados         | Votos anulados        | Votos anulados         | Votos anulados        | Votos anulados        | 1.892   | 0,63  |
| Participación         | Participación                             | Participación          | Participación         | Participación          | Participación         | Participación         | 299.213 | 84,37 |
| Electores registrados | Electores registrados                     | Electores registrados  | Electores registrados | Electores registrados  | Electores registrados | Electores registrados | 354.651 | 100   |
| Fuente:               |                                           |                        |                       |                        |                       |                       |         |       |

### Cámara de Diputados
| Lema                  | Lema                                      | Sublema                | Diputado proporcional | Diputado proporcional | Diputado proporcional | Diputado proporcional | Diputado proporcional | Diputado departamental | Diputado departamental | Diputado departamental | Diputado departamental | Diputado departamental | Bancas totales |
| Lema                  | Lema                                      | Sublema                | Sublema               | Sublema               | Lema                  | Lema                  | Lema                  | Sublema                | Sublema                | Lema                   | Lema                   | Lema                   | Bancas totales |
| Lema                  | Lema                                      | Sublema                | Votos                 | %                     | Votos                 | %                     | Bancas                | Votos                  | %                      | Votos                  | %                      | Bancas                 | Bancas totales |
| --------------------- | ----------------------------------------- | ---------------------- | --------------------- | --------------------- | --------------------- | --------------------- | --------------------- | ---------------------- | ---------------------- | ---------------------- | ---------------------- | ---------------------- | -------------- |
|                       | Frente Justicialista Popular              | Frente de la Esperanza | 115.855               | 90,63                 | 127.840               | 47,95                 | 13/26                 | 111.488                | 86,82                  | 128.409                | 48,22                  | 14/19                  | 27/45          |
| Arriba mi Gente       | Frente Justicialista Popular              | 11.985                 | 9,38                  | 16.921                | 127.840               | 47,95                 | 13/26                 | 13,18                  |                        | 128.409                | 48,22                  | 14/19                  | 27/45          |
|                       | Alianza Federal                           | Alternativa Federal    | 44.746                | 63,74                 | 70.197                | 26,33                 | 7/26                  | 42.835                 | 61,14                  | 70.062                 | 26,31                  | 3/19                   | 10/45          |
| Garantía Federal      | Alianza Federal                           | 25.451                 | 36,26                 | 27.227                | 70.197                | 26,33                 | 7/26                  | 38,86                  |                        | 70.062                 | 26,31                  | 3/19                   | 10/45          |
|                       | Alianza Cívica                            | Cruzada Frente Grande  | 42.634                | 62,66                 | 68.042                | 25,52                 | 6/26                  | 38.719                 | 56,90                  | 67.269                 | 25,26                  | 2/19                   | 8/45           |
| Unión Cívica Radical  | Alianza Cívica                            | 21.811                 | 32,06                 | 24.562                | 68.042                | 25,52                 | 6/26                  | 36,10                  |                        | 67.269                 | 25,26                  | 2/19                   | 8/45           |
| Justicia Social       | Alianza Cívica                            | 3.597                  | 5,29                  | 3.988                 | 68.042                | 25,52                 | 6/26                  | 5,86                   |                        | 67.269                 | 25,26                  | 2/19                   | 8/45           |
|                       | Movimiento Socialista de los Trabajadores | —                      | —                     | —                     | 301                   | 0,11                  |                       | —                      | —                      | 292                    | 0,11                   |                        |                |
|                       | Partido del Trabajo y del Pueblo          | —                      | —                     | —                     | 247                   | 0,09                  | —                     | —                      | 260                    | 0,10                   |                        |                        |                |
| Votos positivos       | Votos positivos                           | Votos positivos        | Votos positivos       | Votos positivos       | 266.627               | 89,11                 |                       |                        |                        | 266.292                | 89,00                  |                        |                |
| Votos en blanco       | Votos en blanco                           | Votos en blanco        | Votos en blanco       | Votos en blanco       | 31.410                | 10,50                 | 31.398                | 10,49                  |                        |                        |                        |                        |                |
| Votos nulos           | Votos nulos                               | Votos nulos            | Votos nulos           | Votos nulos           | 1.176                 | 0,39                  | 1.523                 | 0,51                   |                        |                        |                        |                        |                |
| Participación         | Participación                             | Participación          | Participación         | Participación         | 299.213               | 84,37                 | 299.213               | 84,37                  |                        |                        |                        |                        |                |
| Electores registrados | Electores registrados                     | Electores registrados  | Electores registrados | Electores registrados | 354.651               | 100                   | 354.651               | 100                    |                        |                        |                        |                        |                |
| Fuentes:              |                                           |                        |                       |                       |                       |                       |                       |                        |                        |                        |                        |                        |                |

#### Electos
| Distrito     | Diputado                     | Partido | Partido                      |
| ------------ | ---------------------------- | ------- | ---------------------------- |
| 25 de Mayo   | Agustín Antonio Aravena      |         | Frente Justicialista Popular |
| 9 de Julio   | Fátima Julia Farías          |         | Alianza Cívica               |
| Albardón     | Hugo Miguel Jorge Picato     |         | Alianza Cívica               |
| Angaco       | Héctor Enrique Peze          |         | Alianza Federal              |
| Calingasta   | Juan Oreste Merino           |         | Frente Justicialista Popular |
| Capital      | Francisco Alcoba             |         | Frente Justicialista Popular |
| Caucete      | Luis Esteso Garrido          |         | Frente Justicialista Popular |
| Chimbas      | Orlando Nicolás Rodríguez    |         | Frente Justicialista Popular |
| Iglesia      | Juan Alberto Pinto           |         | Alianza Federal              |
| Jáchal       | Vicente Vega                 |         | Frente Justicialista Popular |
| Pocito       | Blas Ochoa                   |         | Frente Justicialista Popular |
| Rawson       | Jorge Omar Abelin            |         | Frente Justicialista Popular |
| Rivadavia    | Jorge Daniel Turon           |         | Frente Justicialista Popular |
| San Martín   | Aníbal Claudio Gentilli      |         | Alianza Federal              |
| Santa Lucía  | Humberto Luis Orrego         |         | Frente Justicialista Popular |
| Sarmiento    | José Desiderio Vilaplana     |         | Frente Justicialista Popular |
| Ullum        | Miguel Ángel Navas           |         | Frente Justicialista Popular |
| Valle Fértil | Duillo Elizondo              |         | Frente Justicialista Popular |
| Zonda        | Fernando Esteban Conca       |         | Frente Justicialista Popular |
| Proporcional | Virginia Andrea Branca       |         | Alianza Cívica               |
| Proporcional | Domingo Rosas Arnáez         |         | Alianza Federal              |
| Proporcional | Héctor Adolfo Avecilla       |         | Alianza Federal              |
| Proporcional | Nancy Avelín                 |         | Alianza Cívica               |
| Proporcional | Eduardo Antonio Baliña       |         | Alianza Federal              |
| Proporcional | Ricardo Oscar Basualdo       |         | Frente Justicialista Popular |
| Proporcional | Eduardo Abel Bazán Agrás     |         | Alianza Federal              |
| Proporcional | Mario Osvaldo Capello        |         | Alianza Cívica               |
| Proporcional | Aurelia Castro               |         | Frente Justicialista Popular |
| Proporcional | Juan Carlos Céspedes         |         | Frente Justicialista Popular |
| Proporcional | Humberto Jesús Antonio Conti |         | Alianza Federal              |
| Proporcional | Jorge Eduardo de la Torre    |         | Frente Justicialista Popular |
| Proporcional | Guillermo Horacio de Sanctis |         | Frente Justicialista Popular |
| Proporcional | Dante Raúl Elizondo          |         | Frente Justicialista Popular |
| Proporcional | Ruperto Eduardo Godoy        |         | Frente Justicialista Popular |
| Proporcional | Ramón Aguedo Herrero         |         | Frente Justicialista Popular |
| Proporcional | Rosa María Leiva             |         | Frente Justicialista Popular |
| Proporcional | Humberto Lirussi             |         | Alianza Cívica               |
| Proporcional | Ángel Alfonso Mini           |         | Frente Justicialista Popular |
| Proporcional | Delia Beatriz Pappano        |         | Alianza Cívica               |
| Proporcional | Julio Prado                  |         | Alianza Cívica               |
| Proporcional | Jorge Luis Quatropanni       |         | Frente Justicialista Popular |
| Proporcional | Alfredo Riutort              |         | Alianza Federal              |
| Proporcional | Jorge Enrique Salvado        |         | Frente Justicialista Popular |
| Proporcional | Raúl Domingo Tello           |         | Frente Justicialista Popular |
| Proporcional | Pedro Rodolfo Rizo           |         | Alianza Federal              |